# Cerastium biebersteinii
Cerastium biebersteinii är en nejlikväxtart som beskrevs av Dc. Cerastium biebersteinii ingår i släktet arvar, och familjen nejlikväxter. Inga underarter finns listade i Catalogue of Life.

## Bildgalleri

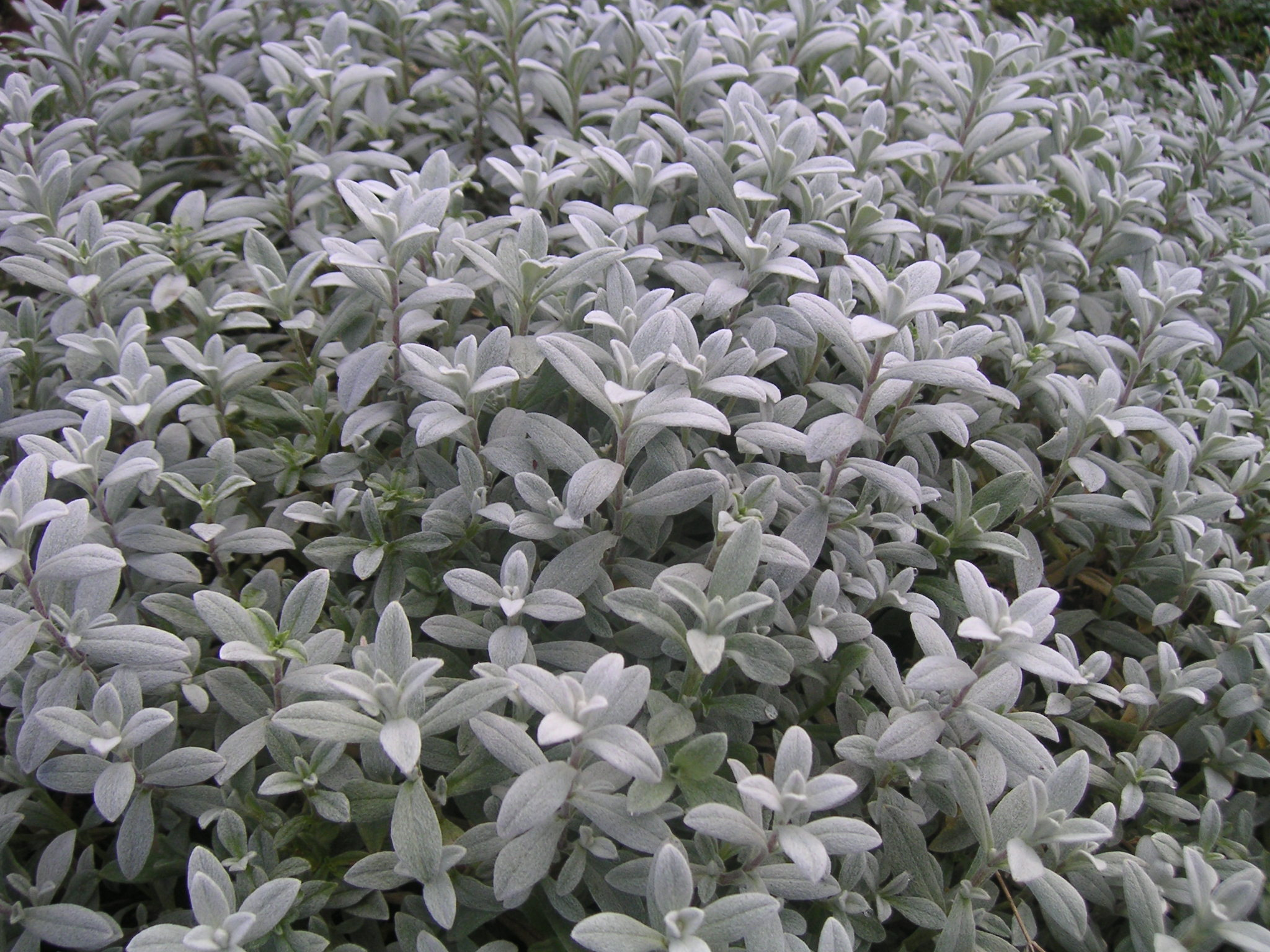
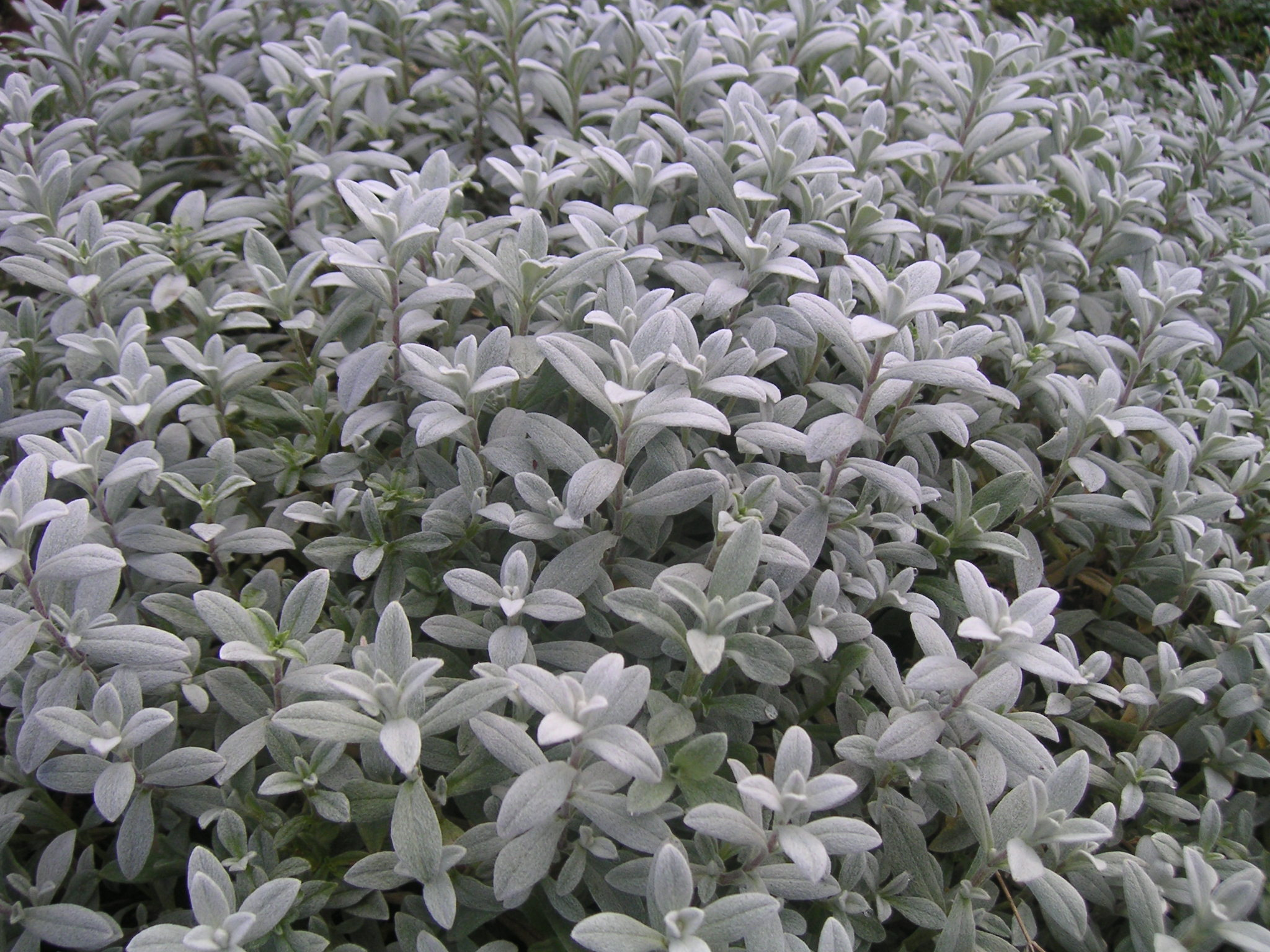